# المبداء (القفر)

تعديل مصدري - تعديل

المبداء محلة تابعة لقرية شارجية، التابعة لعزلة حمير بمديرية القفر إحدى مديريات محافظة إب في الجمهورية اليمنية، بلغ تعداد سكانها 97 حسب تعداد اليمن لعام 2004.